# 卡纳莱蒙特拉诺

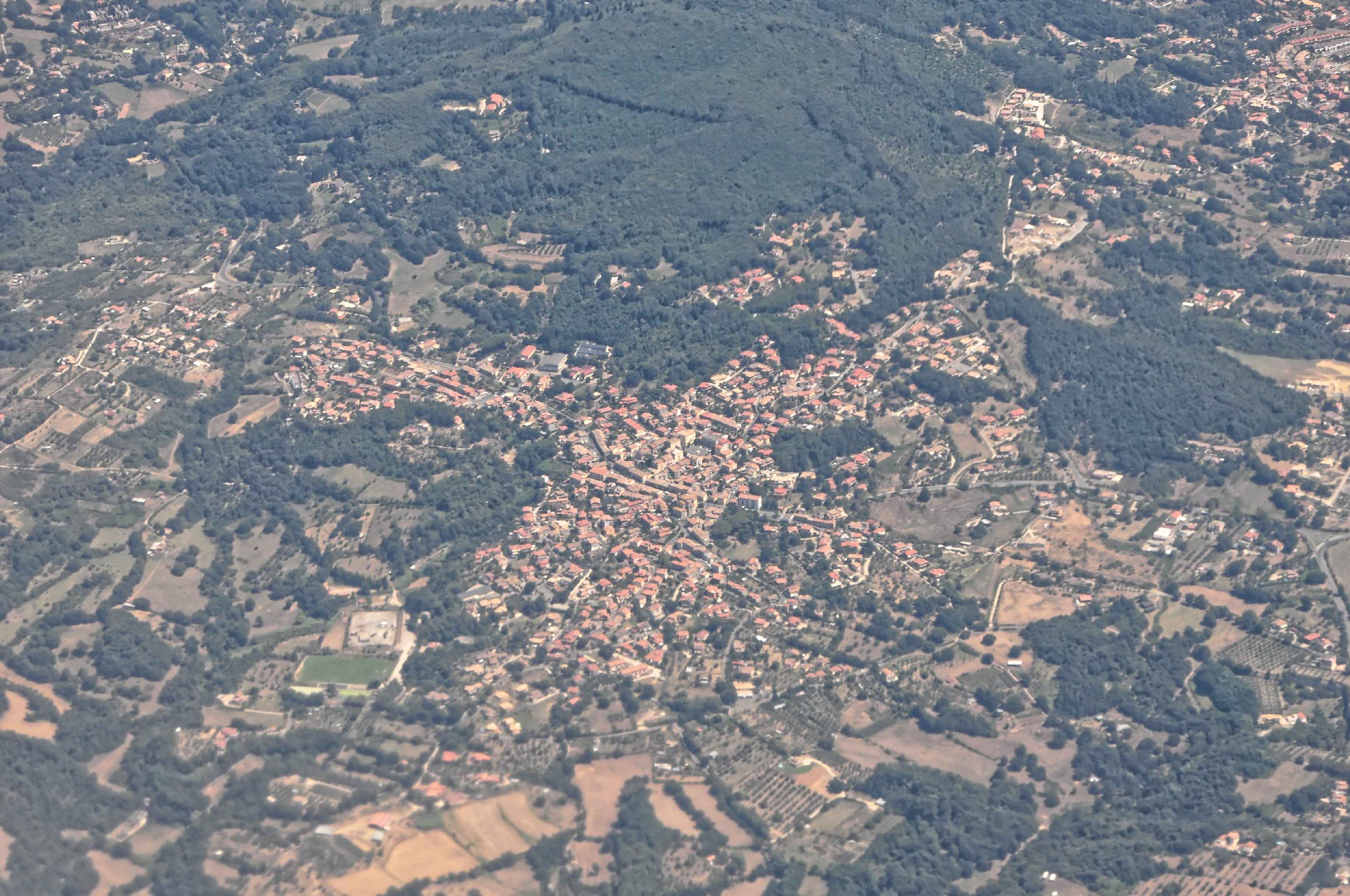
上空照

卡纳莱蒙特拉诺（義大利語：Canale Monterano）是意大利拉齐奥大区罗马首都广域市的一个市镇，面积36.9平方公里，人口3,470人（2004年）。